# Grande Prêmio da Itália de 2017
Grande Prêmio da Itália de 2017 (formalmente denominado Formula 1 Gran Premio Heineken d'Italia 2017) é a décima terceira etapa da temporada de 2017 da Fórmula 1. Foi disputada em 03 de setembro de 2017 no Circuito de Monza, Monza, Itália.

## Relatório

### Treino Classificatório
Q1
A primeira parte do treino classificatório começou caótica, e a chuva não demorou para fazer a primeira vítima: Romain Grosjean. O piloto da Haas aquaplanou na reta, tocou de leve no muro, mas o suficiente para abandonar a sessão. A direção de prova optou por acionar a bandeira vermelha, com o Q1 interrompido com pouco mais de 13 minutos para o final.
Depois de quase 2h30 de paralisação, os pilotos voltaram à pista com pneus para chuva, anotaram algumas voltas, mas logo optaram pelo composto intermediário. A Mercedes, mesmo em condições molhadas, manteve o domínio e Bottas marcou o melhor tempo com 1m35s716, seguido de Hamilton, 0s293 atrás.
Entre as Ferrari, Vettel foi o terceiro com 1m37s198, enquanto Raikkonen, que teve um pequeno incêndio no box, passou para o Q2 em sexto. Conhecido por guiar bem na chuva, Verstappen anotou o quarto tempo, à frente de Ricciardo, o sétimo. Destaque para a dupla de pilotos da Williams, com Stroll em quinto e Massa em oitavo.
Eliminados: Kevin Magnussen (Haas), Jolyon Palmer (Renault), Marcus Ericsson (Sauber), Pascal Wehrlein (Sauber) e Romain Grosjean (Haas).
Q2
O Q2 seguiu com a pista secando cada vez mais e sem grandes novidades entre os primeiros colocados. A Mercedes dominou, porém, desta vez foi Hamilton quem comandou as ações, marcando 1m34s660, com Bottas 0s736 atrás. Verstappen repetiu o bom desempenho do Q1 e ficou à frente das duas Ferrari, em terceiro. Stroll, por sua vez, mostrou que a boa volta rápida na parte inicial não era um acaso, e passou para o último estágio do treino em quinto, com o companheiro de equipe Massa em oitavo. Na disputa interna da Force India, melhor para Ocon, que foi ao Q3 em décimo, com Pérez eliminado, em 11º.
Eliminados: Sergio Perez (Force India), Nico Hulkenberg (Renault), Fernando Alonso (McLaren-Honda), Daniil Kvyat (Toro Rosso) e Carlos Sainz Jr. (Toro Rosso).
Q3
A chuva voltou e com ela os pneus para o piso molhado. Verstappen abriu os trabalhos anotando volta rápida atrás de votla rápida com sua RBR, enquanto Ricciardo vinha colado no holandês. Hamilton, então, resolveu entrar na jogada, assumiu a ponta e depois reclamar no rádio que não estava "vendo nada", voltando ao box. Os dois carros do time austríaco ainda tentaram tirar a pole do inglês, mas ele partiu para uma última volta rápida, anotando 1m35s554 para se tornar o recordista absoluto de pole positions na história da F1.

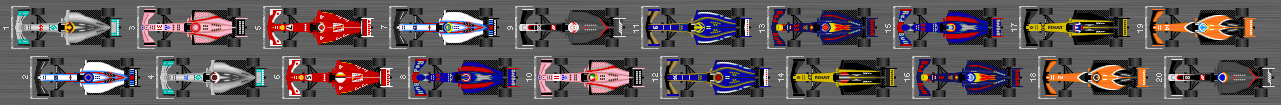
Grid de Largada

### Corrida
A largada foi bastante tranquila, sem maiores incidentes na primeira chicane. Hamilton sustentou a liderança e Ocon ganhou o segundo lugar de Lance Stroll. Räikkönen passou Bottas, mas o finlandês retomou o quarto lugar com direito a um grande duelo roda a roda no fim da primeira volta. Vettel sustentou o sexto lugar, à frente de Massa e Verstappen, que subiu cinco posições após ter largado em P13.
Na abertura da terceira volta, Verstappen dividiu a chicane com Massa e levou a pior ao ter o pneu dianteiro direito furado. Bottas, por sua vez, seguia sua escalada rumo ao pódio e depois de passar Stroll, não teve dificuldades para garantir o segundo lugar ao superar Ocon no fim da reta dos boxes. Mais atrás, Vettel subia para quinto após fazer a ultrapassagem sobre seu companheiro de equipe.
A prova se mostrava com a cara da Mercedes e, com Hamilton na frente e Bottas em segundo, só mesmo um grande problema tiraria a dobradinha prateada em Monza. Quem tinha de correr atrás era Vettel, que abria caminho e buscava o quarto lugar após superar Stroll. Quem escalava o pelotão, após ter largado do fundo do grid, era Ricciardo, que já figurava em uma boa décima posição.
Com o furo no pneu, Verstappen despencou para último lugar. O incidente com Massa chegou a ser investigado, mas a direção de prova considerou a ocorrência normal de corrida. E Räikkönen, na abertura da sétima volta, passou reto na chicane quando tentava atacar Stroll, ficando na alça de mira de Massa. Logo à frente, Vettel buscava um lugar no pódio ao pressionar o jovem Ocon para fazer a ultrapassagem no oitavo giro.
Mas Vettel não mostrava ter ritmo para brigar com Bottas pelo segundo lugar, de modo que o terceiro parecia a melhor posição possível naquele momento. Hamilton vinha soberano e passeava em Monza, com o finlandês pouco mais atrás. 
Fernando Alonso buscava ao menos chegar aos pontos com sua McLaren e lutava com Jolyon Palmer pela 12ª posição. Em disputa por posição com o britânico, os dois dividiram a chicane, com o bicampeão pedindo para o adversário devolver a posição após o carro #30 passar reto e levar vantagem. A queixa de Alonso tinha razão de ser, e Palmer foi punido em 5s. E Räikkönen, depois de tentar, e não conseguir, passar Stroll, foi aos boxes para ser o primeiro dos ponteiros a fazer sua troca de pneus, substituindo os supermacios pelos macios.
Ricciardo seguia brilhando e, após bela ultrapassagem sobre Pérez, já assumia a sexta posição na volta 18. Uma grande recuperação para quem havia largado em 16º e ainda não tinha feito sua parada. Por outro lado, Stroll levou azar no trabalho de pit-stop da Wiliams. Um problema na roda traseira esquerda prejudicou o canadense, que voltou do pit-lane atrás de Räikkönen. Nas voltas seguintes, tanto Ocon, à frente de Kimi, como o finlandês, passaram Stoffel Vandoorne — que ainda não tinha parado — com enorme facilidade.
Na metade da corrida, Ocon e Räikkönen travaram um verdadeiro duelo de gerações. O mais velho dentre os pilotos do grid lutou por posição com o piloto da Force India e, na raça, fez a ultrapassagem após Esteban 'vender caro' a sexta colocação. Kimi era o primeiro dentre os pilotos que já tinham feito troca de pneus. Pérez vinha em quinto, atrás de Ricciardo, um dos grandes nomes da prova. Em terceiro, Vettel reportava problemas na traseira da sua Ferrari.
A prova registrava suas primeiras baixas. Primeiro, foi Palmer a recolher sua Renault aos boxes. Pouco depois, Vandoorne queixava-se de falta de potência no motor Honda e abandonava a disputa em Monza. Lá na frente, após a troca de pneus, Hamilton seguia passeando, com Bottas cerca de 3s atrás. Ricciardo era o terceiro e esticava ao máximo sua permanência na pista com os pneus macios, logo à frente de Vettel e Räikkönen, que já haviam feito suas respectivas paradas.
Ricciardo só fez seu primeiro e único pit-stop na volta 38. O australiano, calçado com os supermacios, voltou numa ótima quinta posição, à frente de Ocon, Stroll e Massa, que se aproximava do companheiro de Williams. Daniel continuva brilhando e, com pneus mais rápidos, fez uma grande ultrapassagem sobre Räikkönen na entrada da chicane no fim da reta dos boxes e subiu para o quarto lugar. Nas voltas finais da corrida, Verstappen também entrava no top-10, fazendo outra prova de recuperação, após passar Kevin Magnussen. O dinamarquês reclamou de ter sido jogado para fora da pista pelo piloto da Red Bull durante a manobra. A direção de prova colocou o incidente sob investigação.
E depois de Alonso abandonar a prova quase no fim, Hamilton terminava seu passeio dominical em Monza da melhor forma: comemorando mais uma vitória na temporada. Finalmente à frente de Vettel, o britânico tem a confiança necessária para partir rumo à conquista do tetracampeonato em 2017 na F1.

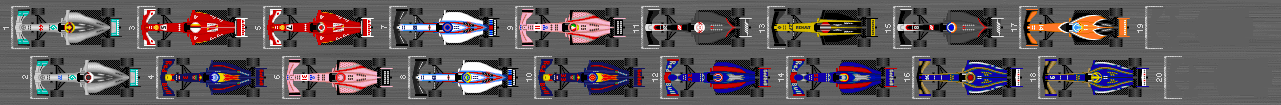
Resultado da Corrida

## Pneus
| Nome do composto | Cor | Banda de rolamento | Condições de Tempo | Dry Type                           | Aderência      | Longevidade   |
| ---------------- | --- | ------------------ | ------------------ | ---------------------------------- | -------------- | ------------- |
| Super Macio      |     | Slick (P Zero)     | Seco               | Supersoft                          | Mais aderência | Menos durável |
| Macio            |     | Slick (P Zero)     | Seco               | Soft                               | Médio          | Médio         |
| Medio            |     | Slick (P Zero)     | Seco               | Medium                             | Médio          | Médio         |
| Intermediário    |     | Sulcos (Cinturato) | Molhado            | Intermediate (água não estagnante) | —              | —             |
| Chuva            |     | Sulcos (Cinturato) | Molhado            | Wet (água estagnante)              | —              | —             |

## Resultados

### Treino Classificatório
| Pos.                     | Nº | Piloto            | Construtor           | Q1       | Q2       | Q3       | Grid |
| ------------------------ | -- | ----------------- | -------------------- | -------- | -------- | -------- | ---- |
| 1                        | 44 | Lewis Hamilton    | Mercedes             | 1:36.009 | 1:34.660 | 1:35.554 | 1    |
| 2                        | 33 | Max Verstappen    | Red Bull-TAG Heuer   | 1:37.344 | 1:36.113 | 1:36.702 | 131  |
| 3                        | 3  | Daniel Ricciardo  | Red Bull-TAG Heuer   | 1:38.304 | 1:37.313 | 1:36.841 | 162  |
| 4                        | 18 | Lance Stroll      | Williams-Mercedes    | 1:37.653 | 1:37.002 | 1:37.032 | 2    |
| 5                        | 31 | Esteban Ocon      | Force India-Mercedes | 1:38.775 | 1:37.580 | 1:37.719 | 3    |
| 6                        | 77 | Valtteri Bottas   | Mercedes             | 1:35.716 | 1:35.396 | 1:37.833 | 4    |
| 7                        | 7  | Kimi Räikkönen    | Ferrari              | 1:38.235 | 1:37.031 | 1:37.987 | 5    |
| 8                        | 5  | Sebastian Vettel  | Ferrari              | 1:37.198 | 1:36.223 | 1:38.064 | 6    |
| 9                        | 19 | Felipe Massa      | Williams-Mercedes    | 1:38.338 | 1:37.456 | 1:38.251 | 7    |
| 10                       | 2  | Stoffel Vandoorne | McLaren-Honda        | 1:38.767 | 1:37.471 | 1:39.157 | 183  |
| 11                       | 11 | Sergio Pérez      | Force India-Mercedes | 1:38.511 | 1:37.582 | —        | 104  |
| 12                       | 27 | Nico Hülkenberg   | Renault              | 1:39.242 | 1:38.059 | —        | 145  |
| 13                       | 14 | Fernando Alonso   | McLaren-Honda        | 1:39.134 | 1:38.202 | —        | 196  |
| 14                       | 26 | Daniil Kvyat      | Toro Rosso           | 1:39.183 | 1:38.245 | —        | 8    |
| 15                       | 55 | Carlos Sainz Jr.  | Toro Rosso           | 1:39.788 | 1:38.526 | —        | 157  |
| 16                       | 20 | Kevin Magnussen   | Haas-Ferrari         | 1:40.489 | —        | —        | 9    |
| 17                       | 30 | Jolyon Palmer     | Renault              | 1:40.646 | —        | —        | 178  |
| 18                       | 9  | Marcus Ericsson   | Sauber-Ferrari       | 1:41.732 | —        | —        | 11   |
| 19                       | 94 | Pascal Wehrlein   | Sauber-Ferrari       | 1:41.875 | —        | —        | 12   |
| Tempo dos 107%: 1:42.416 |    |                   |                      |          |          |          |      |
| -                        | 8  | Romain Grosjean   | Haas-Ferrari         | 1:43.355 | —        | —        | 209  |
| Fonte:                   |    |                   |                      |          |          |          |      |

Notas
↑1  - Max Verstappen perdeu 20 posições no grid por uso adicional de um elemento da unidade de potência.
↑2  - Daniel Ricciardo perdeu 25 posições no grid por uso adicional de um elemento da unidade de potência e troca de câmbio.
↑3  - Stoffel Vandoorne perdeu 25 posições no grid por uso adicional de um elemento da unidade de potência.
↑4  - Sergio Pérez perde cinco posições no grid por troca de câmbio.
↑5  - Nico Hülkenberg perdeu 10 posições no grid por uso adicional de um elemento da unidade de potência.
↑6  - Fernando Alonso perdeu 35 posições no grid por uso adicional de um elemento da unidade de potência.
↑7  - Carlos Sainz Jr. perdeu 10 posições no grid por uso adicional de um elemento da unidade de potência.
↑8  - Jolyon Palmer perdeu 15 posições no grid por uso adicional de um elemento da unidade de potência.
↑9  - Romain Grosjean não alcançou o tempo dos 107%, porém, foram autorizados a largarem.

### Corrida
| Pos.   | Nu. | Piloto            | Construtor           | Voltas | Tempo/Retirado | Grid | Pontos |
| ------ | --- | ----------------- | -------------------- | ------ | -------------- | ---- | ------ |
| 1      | 44  | Lewis Hamilton    | Mercedes             | 53     | 1:15:32.312    | 1    | 25     |
| 2      | 77  | Valtteri Bottas   | Mercedes             | 53     | +4.471         | 4    | 18     |
| 3      | 5   | Sebastian Vettel  | Ferrari              | 53     | +36.317        | 6    | 15     |
| 4      | 3   | Daniel Ricciardo  | Red Bull-TAG Heuer   | 53     | +40.335        | 16   | 12     |
| 5      | 7   | Kimi Räikkönen    | Ferrari              | 53     | +1:00.082      | 5    | 10     |
| 6      | 31  | Esteban Ocon      | Force India-Mercedes | 53     | +1:11.528      | 3    | 8      |
| 7      | 18  | Lance Stroll      | Williams-Mercedes    | 53     | +1:14.156      | 2    | 6      |
| 8      | 19  | Felipe Massa      | Williams-Mercedes    | 53     | +1:14.834      | 7    | 4      |
| 9      | 11  | Sergio Pérez      | Force India-Mercedes | 53     | +1:15.176      | 10   | 2      |
| 10     | 33  | Max Verstappen    | Red Bull-TAG Heuer   | 52     | +1 Volta       | 13   | 1      |
| 11     | 20  | Kevin Magnussen   | Haas-Ferrari         | 52     | +1 Volta       | 9    |        |
| 12     | 26  | Daniil Kvyat      | Toro Rosso           | 52     | +1 Volta       | 8    |        |
| 13     | 27  | Nico Hülkenberg   | Renault              | 52     | +1 Volta       | 14   |        |
| 14     | 55  | Carlos Sainz Jr.  | Toro Rosso           | 52     | +1 Volta       | 15   |        |
| 15     | 8   | Romain Grosjean   | Haas-Ferrari         | 52     | +1 Volta       | 20   |        |
| 16     | 94  | Pascal Wehrlein   | Sauber-Ferrari       | 51     | +2 Voltas      | 12   |        |
| 17     | 14  | Fernando Alonso   | McLaren-Honda        | 50     | Embreagem      | 19   |        |
| 18     | 9   | Marcus Ericsson   | Sauber-Ferrari       | 49     | Suspensão      | 11   |        |
| Ret    | 2   | Stoffel Vandoorne | McLaren-Honda        | 33     | Câmbio         | 18   |        |
| Ret    | 30  | Jolyon Palmer     | Renault              | 29     | Transmissão    | 17   |        |
| Fonte: |     |                   |                      |        |                |      |        |

## Voltas na Liderança
- Commons
- Wikinotícias

| Nº de Voltas | Piloto          | Voltas           |
| ------------ | --------------- | ---------------- |
| 51           | Lewis Hamilton  | (1-31) e (34-53) |
| 2            | Valtteri Bottas | (32-33)          |

## Curiosidade
- Lewis Hamilton quebra o novo recorde de pole position (69) na Fórmula 1.
- Lance Stroll, se torna o piloto mais jovem na história da F1 a largar na primeira fila de um GP aos 18 anos.

## 2017DHLFastest Pit Stop Award

### Resultado
| 1      | 77 | Valtteri Bottas  | Mercedes             | 2.15 | 25 |
| 2      | 44 | Lewis Hamilton   | Mercedes             | 2.33 | 18 |
| 3      | 3  | Daniel Ricciardo | Red Bull-TAG Heuer   | 2.40 | 15 |
| 4      | 20 | Kevin Magnussen  | Haas-Ferrari         | 2.43 | 12 |
| 5      | 8  | Romain Grosjean  | Haas-Ferrari         | 2.64 | 10 |
| 6      | 5  | Sebastian Vettel | Ferrari              | 2.72 | 8  |
| 7      | 33 | Max Verstappen   | Red Bull-TAG Heuer   | 2.85 | 6  |
| 8      | 31 | Esteban Ocon     | Force India-Mercedes | 2.85 | 4  |
| 9      | 27 | Nico Hülkenberg  | Renault              | 3.03 | 2  |
| 10     | 55 | Carlos Sainz Jr. | Toro Rosso           | 3.17 | 1  |
| Fonte: |    |                  |                      |      |    |

### Classificação
| Tabela do DHL Fastest Pit Stop Award \| Pos \| Construtor \| Pontos \| Var \| \| --- \| -------------------- \| ------ \| --- \| \| 1 \| Mercedes \| 302 \| 1 \| \| 2 \| Williams-Mercedes \| 299 \| 1 \| \| 3 \| Red Bull-TAG Heuer \| 200 \| 0 \| \| 4 \| Ferrari \| 148 \| 0 \| \| 5 \| Toro Rosso \| 128 \| 0 \| \| 6 \| Force India-Mercedes \| 107 \| 0 \| \| 7 \| Haas-Ferrari \| 90 \| 0 \| \| 8 \| McLaren-Honda \| 34 \| 0 \| \| 9 \| Renault \| 4 \| 0 \| \| 10 \| Sauber-Ferrari \| 1 \| 0 \| |                      |        |     |
| Pos | Construtor           | Pontos | Var |
| 1 | Mercedes             | 302    | 1   |
| 2 | Williams-Mercedes    | 299    | 1   |
| 3 | Red Bull-TAG Heuer   | 200    | 0   |
| 4 | Ferrari              | 148    | 0   |
| 5 | Toro Rosso           | 128    | 0   |
| 6 | Force India-Mercedes | 107    | 0   |
| 7 | Haas-Ferrari         | 90     | 0   |
| 8 | McLaren-Honda        | 34     | 0   |
| 9 | Renault              | 4      | 0   |
| 10 | Sauber-Ferrari       | 1      | 0   |

## Tabela do campeonato após a corrida
Somente as cinco primeiras posições estão incluídas nas tabelas.
| Pos | Piloto           | Pontos | Var |
| --- | ---------------- | ------ | --- |
| 1   | Lewis Hamilton   | 238    | 1   |
| 2   | Sebastian Vettel | 235    | 1   |
| 3   | Valtteri Bottas  | 197    | 0   |
| 4   | Daniel Ricciardo | 144    | 0   |
| 5   | Kimi Räikkönen   | 138    | 0   |

| Pos | Construtor           | Pontos | Var |
| --- | -------------------- | ------ | --- |
| 1   | Mercedes             | 435    | 0   |
| 2   | Ferrari              | 373    | 0   |
| 3   | Red Bull-TAG Heuer   | 212    | 0   |
| 4   | Force India-Mercedes | 113    | 0   |
| 5   | Williams-Mercedes    | 55     | 0   |